# Mieczysław Gaweł
Mieczysław Władysław Gaweł (ur. 15 maja 1947 we Wrocławiu) – polski polityk, menedżer, poseł na Sejm X kadencji.

## Życiorys
Ukończył w 1973 studia na Akademii Rolniczej we Wrocławiu. Po studiach przez rok pracował w cukrowniach na Dolnym Śląsku. W latach 1974–1976 był przewodniczącym rady narodowej w Kątach Wrocławskich. Następnie został dyrektorem zakładu przetwórstwa owocowo-warzywnego w Pietrzykowicach. Autor wzorów użytkowych i wniosków racjonalizatorskich.
W okresie studiów był działaczem Zrzeszenia Studentów Polskich. Należał do Polskiej Zjednoczonej Partii Robotniczej od 1971 do jej rozwiązania, w sierpniu 1980 wstąpił do Niezależnego Samorządnego Związku Zawodowego „Solidarność”. W latach 1989–1991 sprawował mandat posła na Sejm kontraktowy z puli PZPR z okręgu Wrocław-Fabryczna. W trakcie kadencji przeszedł do Poselskiego Klubu Pracy. Później działał w Sojuszu Lewicy Demokratycznej, w 2005 bez powodzenia ubiegał się o mandat poselski z listy Socjaldemokracji Polskiej.
Od lat 90. do 2002 zasiadał we radzie miasta Wrocławia. Do 2006 był prezesem Dolnośląskiego Centrum Hurtu Rolno-Spożywczego.

## Odznaczenia
- Złoty Krzyż Zasługi (1988)
- Srebrny Krzyż Zasługi
- Brązowy Krzyż Zasługi[1]